# Houvin-Houvigneul
Houvin-Houvigneul is een gemeente in het Franse departement Pas-de-Calais (regio Hauts-de-France). De gemeente telt 201 inwoners (1999) en maakt deel uit van het arrondissement Arras.

## Geschiedenis
Een oude vermelding van Houvin dateert uit de 11de eeuw als Olvin; een vermelding van Houvigneul dateert uit de 12de eeuw als Houvinol. De kerk van Houvigneul was een hulpkerk van die van Houvin.
Op het eind van het ancien régime werden Houvin en Houvigneul beide een gemeente. In 1856 werden de gemeenten samengevoegd in de fusiegemeente Houvin-Houvigneul.
De kerk van Houvin werd grotendeels vernield tijdens de Tweede Wereldoorlog.

## Geografie
De oppervlakte van Houvin-Houvigneul bedraagt 8,5 km², de bevolkingsdichtheid is 23,6 inwoners per km². In de gemeente liggen de met elkaar vergroeide dorpjes Houvin en Houvigneul. Houvin ligt in het oosten, Houvigneul in het westen.
De onderstaande kaart toont de ligging van Houvin-Houvigneul met de belangrijkste infrastructuur en aangrenzende gemeenten.

## Bezienswaardigheden
- De bewaarde klokkentoren van de verdwenen Église Saint-Maclou van Houvin werd in 1986 ingeschreven als monument historique.

## Demografie
Onderstaande figuur toont het verloop van het inwonertal (bron: INSEE-tellingen).